# 박준원 (1739년)
박준원(朴準源, 1739년 ~ 1807년)은 조선 시대의 문관이다. 본관은 반남(潘南). 자는 평숙(平叔), 호가 금석(錦石)이다.
1783년에 본처 원주 원씨와 사별했는데, 1787년에 셋째 딸 수빈 박씨가 정조의 후궁으로 간택되고 1790년 순조를, 1793년 숙선옹주를 낳는 경사가 있었다.
1801년(순조 1년), 당시 수렴청정 중이었던 대왕대비 정순왕후 김씨에 의해 판의금부사가 되었다.
1807년(순조 7년) 음력 2월 7일에 졸하였다. 사망 후에 판돈녕부사(돈녕부의 종1품 관직)에서 영의정으로 증직되었다. 1807년 (순조 7년) 음력 2월 8일, 순조는 외할아버지 증 영의정 박준원에게 충헌(忠獻)이란 시호를 내렸다.

## 가족 관계
- 증조부 : 박태원(朴泰遠) - 박세성(朴世城)의 아들.
  - 조부 : 박필리(朴弼履)
    - 아버지 : 박사석(朴師錫, 1713~1774)
    - 어머니 : 기계 유씨(杞溪兪氏) - 유수기(兪受基)의 딸.
      - 형 : 박윤원(朴胤源)
      - 형수 : 신 안동 김씨(新 安東 金氏)
      - 부인 : 원주 원씨(原州 元氏, 1740~1783) - 인조반정 공신 원두표(元斗杓)의 5세손인 증 참판 원경유(元景遊)의 딸.
        - 장남 : 박종보(朴宗輔, 1760~1807)
        - 자부 : 서광수(徐廣修)의 딸.
          - 손자 : 박주수(朴周壽)
          - 손자 : 박호수(朴鎬壽) - 삼남 박종익에게 양자로 출계.

        - 차남 : 박종경(朴宗慶, 1765~1817)
        - 자부 : 이술모(李述模)의 딸.
          - 손자 : 박기수(朴岐壽) - 장남 박종보에게 양자로 출가.

        - 삼남 : 박종익(朴宗翊, 1773~1791)
        - 사남 : 박종희(朴宗喜, 1775~1849)
        - 장녀 : 반남 박씨(潘南 朴氏, 1762~?) - 평산인 신광회(申光晦)에게 출가.
        - 차녀 : 반남 박씨(潘南 朴氏, 1766~?) - 전주인 이요헌(李堯憲)에게 출가.
        - 삼녀 : 수빈 박씨(綏嬪 朴氏, 1770~1822) - 정조의 후궁.
          - 외손자 : 순조(純祖, 1790~1834)

        - 사녀 : 반남 박씨(潘南 朴氏, 1772~?) - 풍산인 홍욱주(洪郁周)에게 출가.

      - 둘째 부인 : 미상
        - 오남 : 박종염(朴宗琰, 1797~1857) - 부인 도정궁 사손 진안군(晋安君) 이언식(李彦植)의 딸.
        - 오녀 : 반남 박씨(潘南 朴氏, 1801년 ~ ?) - 전주인 류첨(柳詹, 1801년 ~ ?)에게 출가.
        - 육남 : 박종영(朴宗永, 1804~?)